# Wegweiser (Libbesdorf)

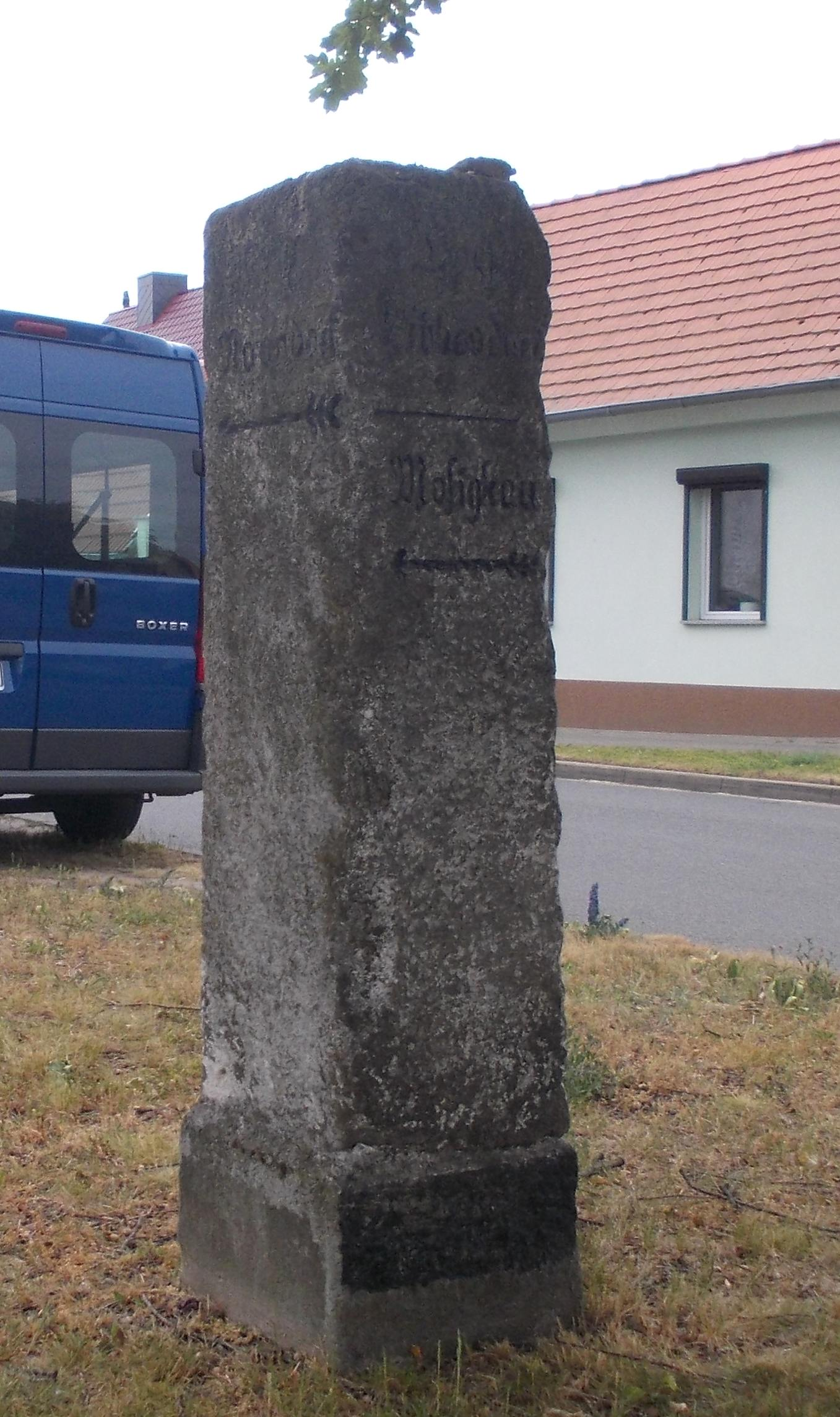
Ansicht von Nordwesten

Der Wegweiser in Libbesdorf ist ein Kleindenkmal in der Einheitsgemeinde Osternienburger Land im Landkreis Anhalt-Bitterfeld in Sachsen-Anhalt. Das Verkehrsdenkmal steht unter Denkmalschutz und ist im Denkmalverzeichnis mit der Erfassungsnummer 094 18170 als Baudenkmal eingetragen.
An der Abzweigung des Mosigkauer Weges von der Libbesdorfer Straße steht der Wegweiserstein neben dem Völkerschlachtdenkmal von Libbesdorf. An der Südseite stehen die Nachbarorte Quellendorf und Rosefeld, an der Nordseite Libbesdorf und Mosigkau und an der Westseite Naundorf. Wie so oft weisen Pfeile mit angedeuteten Federn in die Richtung des Ortes. Eher untypisch ist die Existenz eines oberirdischen Fußes des Steins. 